# Spinacanthus
Spinacanthus cuneiformis
Genre
Espèce
Spinacanthus est un genre fossile de poissons osseux marins de la famille des Protobalistidae, du sous-ordre des Balistoidei et de l'ordre des Tetraodontiformes, un taxon qui comprend essentiellement des poissons marins vivant aujourd'hui à l'intérieur et autour des récifs coralliens,,. 
Selon Paleobiology Database en 2023, Spinacanthus cuneiformis est l'une des trois espèces du genre Spinacanthus.

## Espèces
Une espèce est attribuée à ce genre : Spinacanthus cuneiformis, décrite en 1818 par le paléontologue français Henri-Marie Ducrotay de Blainville. Une seconde espèce du Monte Bolca, décrite par L. Agassiz en 1835, Spinacanthus blennioides ne serait probablement plus retenue aujourd'hui, mais est toujours référencée dans Paleobiology Database en 2023,,.
Selon Paleobiology Database en 2023, une troisième espèce Spinacanthus imperiale Massalongo, 1857 est toujours référencée.

## Découverte et datation
Les fossiles de Spinacanthus, bien préservés, ne sont connus que sur le célèbre site paléontologique (Lagerstätte) du Monte Bolca sur la zone dite de « Pesciara », en Vénétie (Italie). Spinacanthus cuneiformis a vécu dans les mers tropicales de l'océan Téthys, précurseur de la Méditerranée, au cours de l'Éocène inférieur (Yprésien), il y a environ entre 49 et 48,5 Ma (millions d'années),. 
L'environnement péri-récifal tropical de l'Éocène du Monte Bolca est sous influence à la fois côtière et de mer ouverte. Dans cet environnement, les fossiles ont été préservés dans des sédiments calcaires laminés, déposés dans une dépression à faible énergie, sous un environnement anoxique.

## Description
C'est un poisson proche du genre Protobalistum qui vivait avec lui à l’Éocène. Comme ce dernier, il est caractérisé par la présence sur son dos de cinq longues épines affûtées. Sa première épine dorsale, la plus longue, est située juste au-dessus de sa tête, tandis que la dernière et la plus courte se place devant sa nageoire dorsale. Sa nageoire caudale est grande et de forme arrondie.
Spinacanthus se distingue facilement du seul autre genre de Protobalistidae connu, Protobalistum, qui vivait avec lui dans les récifs de la mer de Éocène du Monte Bolca. Il est en effet caractérisé par ses écailles disjointes, de petite taille, portant une pointe ou un cône central, tandis que chez Protobalistum, elles sont de grande taille, osseuses, jointives, souvent hexagonales et granuleuses, formant une sorte d'« armure ».

## Classification
Le genre Spinacanthus est décrit en 1835 par Louis Agassiz.  
L'espèce Spinacanthus cuneiformis est décrite en 1818 par Henri-Marie Ducrotay de Blainville, 
Les deux genres sympatriques et monospécifiques Spinacanthus (S. cuneiformis) et son groupe frère Protobalistum (P. imperiale),, sont les seuls membres de la famille éteinte des Protobalistidae au sein de l'ordre des Tetraodontiformes.
Parmi les espèces actuelles, il est proche des balistes, des poissons-coffres (en plus comprimé latéralement), et du genre Triacanthodes.

## Paléobiologie
Spinacanthus vivait à proximité des récifs de la mer tropicale, chaude et peu profonde de l’Éocène du Monte Bolca, où il devait se nourrir de coquillages qu'il broyait avec ses mâchoires puissantes. Comme les balistes actuels il devait dresser ses épines dorsales pointues lorsqu'il se sentait en danger.
Il vivait avec une quinzaine d'autres espèces de Tetraodontiformes, retrouvés sr le site du Monte Bolca, appartenant aux genres :
- Protobalistum ;
- Protacanthodes ;
- Bolcabalistes ;
- Proaracana ;
- Eolactoria ;
- Eoplectus ;
- Zignoichthys ;
- Eotetraodon ;
- Prodiodon ;
- Heptadiodon ;
- Zignodon.